# Тарасівка (Сатанівська селищна громада)
Тара́сівка — село в Україні, у Сатанівській селищній територіальній громаді Хмельницького району Хмельницької області. Населення становить 191 особу.

## Населення

### Мова
Розподіл населення за рідною мовою за даними :
| Мова       | Кількість | Відсоток |
| ---------- | --------- | -------- |
| українська | 191       | 100%     |

## Символіка
Герб та прапор затверджені 22 грудня 2017р. рiшенням №14 XIV сесії сільської ради VII скликання. Автори - П.Ф.Вознюк-Ковальчук, П.Б.Войталюк.
В лазуровому полі вписаний золотий трираменний хрест, супроводжуваний двома оберненими одна до одної срібними чаплями з чорними крилами, червоними дзьобом і лапами. Щит вписаний у декоративний картуш і увінчаний золотою сільською короною. Унизу картуша напис "ТАРАСІВКА".
Хрест – стилізована перша літера назви села, чаплі – символ великої колонії сірих чапель, що знаходиться поблизу села. 

## Охорона природи
Село межує з національним природним парком «Подільські Товтри».
- Тарасівський заказник — орнітологічний заказник місцевого значення.